# Confesor
Confesor es un término propio del cristianismo, que puede utilizarse en dos sentidos distintos:
- Confesor de la fe, un grado previo al de mártir en el cristianismo primitivo.
- El sacerdote que administra el sacramento de la penitencia.

Inicialmente, ambos sentidos coincidían, puesto que los cristianos que habían cedido ante las amenazas o torturas durante las persecuciones, y habían abjurado de su fe, procuraban acercarse a los que habían sobrevivido sin abjurar, para rogarles ser readmitidos a la comunión. También les llamaban padres espirituales.

## Confesor real
Los confesores de los reyes tuvieron un lugar más o menos destacado en todas las cortes católicas. En concreto, para las grandes monarquías autoritarias que se formaron en Europa Occidental al comienzo de la Edad Moderna (Francia, Inglaterra y la Monarquía Hispánica -desde 1640 España y Portugal-), era un asunto de Estado la elección de confesor real, confesor regio o confesor del rey. El confesor, en muchos casos, sirvió como consejero íntimo del rey, la única persona con quien podía consultar sobre sus problemas con seguridad de que sus palabras no se repetirían.

### Confesor del Rey Cristianísimo
Los reyes de Francia, que llevaban el título de Rey Cristianísimo, otorgaron el cargo de confesor a clérigos prestigiosos, como Suger, abad de Saint Denis (benedictino).
Ya en la Edad Moderna, Edmundo Auger (Edmond Auger) fue el primer jesuita confesor de los reyes de Francia (Enrique III).

### Confesor de Su Católica Majestad
El confesor real era uno de los oficios de corte más importantes del Antiguo Régimen en España, pues sus funciones iban mucho más allá de escuchar a Su Católica Majestad en confesión, ejerciendo de consejero en todo tipo de asuntos (espirituales y temporales) e interviniendo en todo tipo de nombramientos (eclesiásticos y civiles). Los propios confesores acumulaban cargos eclesiásticos e incluso civiles. Ocho de ellos fueron también nombrados Inquisidores generales (de los que seis eran dominicos, la orden más vinculada con esa institución). El cargo de confesor recaía habitualmente en miembros de determinadas órdenes religiosas; siendo la opción por unos u otros un asunto de especial gravedad, y origen de recelos entre ellas.
Fray Juan Enríquez, que era fraile franciscano y bisnieto del rey Alfonso XI de Castilla y llegaría a ser posteriormente obispo de Lugo, fue uno de los confesores del rey Enrique III de Castilla. Y los confesores reales del reinado de Isabel la Católica fueron particularmente notables: Hernando de Talavera (jerónimo), hasta 1492; y desde entonces el cardenal Cisneros (franciscano), que sería regente de Castilla entre la muerte de Fernando el Católico y la llegada de Carlos I. Fernando el Católico había optado por confesores dominicos (Diego de Deza).
Jerónimos, dominicos y jesuitas fueron confesores de los reyes de la Casa de Austria. Luis de Aliaga (dominico) intervino de forma crucial en acontecimientos del reinado de Felipe III, como la expulsión de los moriscos y la caída del Duque de Lerma. Juan Everardo Nithard (jesuita), confesor de la reina Mariana de Austria (esposa de Felipe IV y madre de Carlos II), fue en la práctica el que ejercía el poder (valido) durante la regencia de esta, hasta el golpe de Estado de Juan José de Austria (1669). No obstante, el confesor de actividad más extravagante durante este reinado fue Froilán Díaz (dominico), que entre 1698 y 1699 llegó a exorcizar al propio rey (quien pasó a la historia con el sobrenombre de el hechizado) y pretendió haber hecho confesar a los demonios que le atormentaban la implicación de la reina madre y del valido de entonces (el conde de Oropesa); el confesor terminó procesado por la Inquisición.
Jesuitas fueron los confesores de los primeros borbones (Felipe V y Fernando VI) hasta 1755, en que cuestiones de política exterior (tratado de límites con Portugal) y la caída del marqués de la Ensenada (cercano a los jesuitas) llevaron a la destitución del Padre Rávago y el nombramiento de sacerdotes seculares como confesores.
La expulsión de los jesuitas (1767) tras el motín de Esquilache (1766) tuvo lugar durante el reinado de Carlos III, con un franciscano en el cargo de confesor (el Padre Eleta). Con Carlos IV fue confesor un clérigo de ideas ilustradas, Félix Amat.
Fray Juan de Almaraz, confesor en el exilio de la reina María Luisa de Parma, protagonizó una rocambolesca historia de chantaje a Fernando VII (que no sería hijo de Carlos IV sino de Manuel Godoy).
Ya en la Edad Contemporánea, y privado de sus funciones políticas, la función de confesor de Isabel II (que reunió en su torno una verdadera corte de los milagros) fue confiada al Padre Claret (fundó su propia orden religiosa -claretianos- y llegó a ser canonizado).

### Confesor del Defensor de la Fe
Enrique VIII de Inglaterra obtuvo el título de Fidei Defensor por su defensa del dogma católico frente a Lutero en 1521, aunque poco tiempo después se separara de Roma (1534). Tuvo varios confesores, John Longland, obispo de Lincoln (se carteaba con los humanistas europeos, como Luis Vives), Juan Fisher, obispo de Rochester (opuesto a la anulación del matrimonio del rey, fue condenado a muerte -más tarde canonizado por la Iglesia católica-), Nicholas Heath, su sucesor (bautizó a Eduardo VI).
En el reino de Inglaterra altomedieval hubo un rey denominado Eduardo el Confesor, pero no se refiere ese mote a ningún tipo de función eclesiástica, sino a su consideración como santo.